# هوفهايم (بافاريا)
هوفهايم بايرن (بالألمانية: Hofheim, Bavaria) هي بلدة ألمانية تقع في ألمانيا في بافاريا.

## أعلام
- جوسيف فون شميت